# Fabienne Kohlmann
Fabienne Kohlmann (ur. 6 listopada 1989 w Würzburgu) – niemiecka lekkoatletka specjalizująca się w długich biegach sprinterskich oraz w biegu płotkarskim na dystansie 400 metrów, wicemistrzyni Europy z Barcelony (2010) w sztafecie 4 × 400 metrów. 

## Sukcesy sportowe
- 2005 – mistrzostwa Niemiec juniorów – złoty medal w biegu na 800 m
- 2007 – mistrzostwa Niemiec juniorów – dwa złote medale, w biegach na 400 m oraz 400 m ppł
- 2007 – Hengelo, mistrzostwa Europy juniorów – dwa medale: złoty w biegu na 400 m ppł oraz brązowy w sztafecie 4 × 400 m
- 2009 – Berlin, mistrzostwa świata – IV miejsce w sztafecie 4 × 400 m
- 2010 – Karlsruhe, halowe mistrzostwa Niemiec – srebrny medal w biegu na 800 m
- 2010 – mistrzostwa Niemiec – złoty medal w biegu na 400 m ppł
- 2010 – Barcelona, mistrzostwa Europy – srebrny medal w sztafecie 4 × 400 m
- 2015 – Gwangju, uniwersjada – brązowy medal w biegu na 800 m

W 2012 reprezentowała Niemcy na igrzyskach olimpijskich w Londynie, na których, wraz z koleżankami z reprezentacji, odpadła w eliminacjach sztafety 4 × 400 metrów. W 2016, podczas igrzysk w Rio de Janeiro nie udało jej się awansować do półfinału biegu na 800 metrów.

## Rekordy życiowe
- bieg na 400 metrów – 52,30 – Ratyzbona 05/06/2010
- bieg na 400 metrów przez płotki – 55,49 – Barcelona 28/07/2010
- bieg na 800 metrów – 1:58,37 – Bellinzona 21/07/2015
- bieg na 800 metrów (hala) – 2:02,96 – Düsseldorf 03/02/2016